# Zigeunersken
Zigeunersken è un cortometraggio muto del 1911 diretto da Einar Zangenberg. Il nome del regista appare anche tra quelli degli interpreti del film accanto a Edith Buemann, Axel Boesen, Thilda Fønss, Ella La Cour, Lauritz Olsen, Carl Schenstrøm, Axel Schultz, Franz Skondrup.

## Trama
Al castello, il conte per intrattenere gli amici pensa che possano gradire porre fine alla serata con una visita all'accampamento degli zingari. Lì, le gitane ballano per i giovani ospiti e il conte finisce per perdere la testa per una delle belle danzatrici. Ma l'amore non dura a lungo. Un giorno, la ragazza deve assistere ai preparativi per il matrimonio tra il suo amante e la figlia di un vicino, una nobile anche lei. La zingara, allora, torna tristemente tra la sua gente. 
Sono passati cinque anni. Il conte, nel frattempo, è diventato padre di una bambina. Un giorno, alcuni zingari interrompono il suo riposo in famiglia venendo a chiedergli l'elemosina. L'uomo, irritato e sdegnoso, li fa buttare fuori di casa. Loro, per vendicarsi, rapiranno la piccola. All'accampamento, la zingara riconosce la bambina vedendole un medaglione che lei sa appartenere al conte. Quando tutti dormono, la ragazza prende la piccola con l'intenzione di riportarla al padre; la loro fuga viene però scoperta e lei dovrà attraversare un torrente per raggiungere la salvezza nelle terre del conte. Quando restituisce la bambina ai genitori angosciati, il conte prova rimorso per aver trattato così indegnamente una donna che in cambio non gli ha fatto altro che del bene.

## Produzione
Il film fu prodotto dalla Nordisk Film Kompagni.

## Distribuzione
In Danimarca, distribuito dalla Fotorama e dalla Nordisk Film Kompagni, il film - un cortometraggio in una bobina - venne presentato in prima al Panoptikon di Copenaghen il 9 gennaio 1911. La Great Northern Film Company importò la pellicola negli Stati Uniti dove il film fu distribuito il 27 maggio 1911 dalla Motion Picture Distributors and Sales Company con il titolo inglese The Love of a Gypsy Girl.